# Оздарбиев, Майради Висмурадович
Майради Висмурадович Оздарбиев (чечен. Оьздарбин Висмуради КӀант Майради; 18 октября 1943 года, Зандак, ЧИССР, СССР — 2003 год, Чеченская Республика, Россия) — советский и чеченский учёный, кандидат экономических наук, профессор. Министр образования ЧРИ (1996—1998). До этого заместитель проректора МГУ (1970—1980).

## Биография
Родился 18 октября 1943 года в селении Зандак (ныне в Ножай-Юртовском районе Чеченской Республики. Будучи годовалым ребёнком, был депортирован вместе со своей семьёй из Чечено-Ингушской Республики в Казахскую ССР
По возвращении из ссылки поступил в среднеобразовательную школу в селе Ножай-Юрт, которую окончил в 1962 году.
В 1964—1965 годах отслужил в Советской Армии.
Затем поступил на экономический факультет МГУ им. Ломоносов, которую окончил 1970 году. Затем проработал заместителем проректора МГУ.
В 1976 году успешно защитил кандидатскую диссертацию.
В 1990 году устроился на работу в Чеченский государственный университет, основал там финансово-экономического факультета.
Спустя два года был избран членом-корреспондентом Академии наук Чеченской Республики.
С окончанием Первой войны в Чечне стал министром образования Чеченской Республики Ичкерия. В этой должности проработал до 1998 года.
Скончался в 2003 году в Чеченской Республике.

## Семья
Отец — Висмурад, имя матери неизвестно. Семья Оздарбиевых происходит из тайпа Зандакой.